# Novokrymski
Novokrymski (del ruso: Новокрымский) es un jútor del raión de Krymsk del krai de Krasnodar, en Rusia. Está situado en las vertientes septentrionales del extremo de poniente del Cáucaso Occidental, en la cabecera del río Kudako, afluente del Adagum, de la cuenca del Kubán, 15 km al nordeste de Krymsk y 97 km al oeste de Krasnodar. Tenía 371 habitantes en 2010
Pertenece al municipio Moldavanskoye.

## Historia
Recibió la inmigración de griegos pónticos que emigraron por las persecuciones en el Imperio otomano.